# Crispin – Ein Leben vogelfrei
Crispin – Ein Leben vogelfrei (englischer Originaltitel Crispin – the Cross of Lead) ist der erste Band einer dreiteiligen historischen Jugendroman-Reihe des US-amerikanischen Schriftstellers Avi, der im Jahr 2002 beim Verlag Hyperion Books veröffentlicht wurde. Die deutsche Erstausgabe in der Übersetzung von Cornelia Stoll erschien 2004 beim Carlsen Verlag. Die Reihe wird in den Bänden Crispin – at the Edge of the World (2006) und Crispin – the End of Time (2010) fortgesetzt.

## Inhalt
Im England des Jahres 1377 n. Chr. lebt ein 13-jähriger Junge, der nur als Astas Sohn bekannt ist, in einem kleinen Ort namens Stromford. Das Dorf ist Teil des Territoriums des Lehnsherrn Furnival, das in dessen Abwesenheit dem Gutsvogt John Aycliffe untersteht. Als seine Mutter stirbt, bleibt Astas Sohn allein zurück, da er keine anderen bekannten Verwandten hat. Kurz darauf beschuldigt Aycliffe ihn des Diebstahls und erklärt ihn für vogelfrei, was bedeutet, dass er nicht mehr als Mensch gilt und jeder ihn töten kann. Aycliffe setzt außerdem eine hohe Belohnung auf seinen Tod aus und seine Schergen brennen die Hütte nieder, in der der Junge mit seiner Mutter gelebt hat. 
Astas Sohn wendet sich an den Dorfpriester Pater Quinel, seinen einzigen Freund. Der Geistliche zeigt ihm ein Bleikreuz, mit dem seine Mutter immer gebetet hat. Vater Quinel offenbart ihm, dass sein wahrer Name Crispin ist. Er verspricht Crispin, ihm in der nächsten Nacht die Wahrheit über seinen Vater zu sagen, doch bevor er das tun kann, wird der Priester von Aycliffes Männern ermordet. Aycliffe schickt auch einen Dorfjungen aus, um Crispin in einen Hinterhalt zu locken. Crispin ist daraufhin gezwungen, allein aus dem Dorf zu fliehen. 
Auf der Flucht vor Aycliffe und seinen Männern stößt Crispin auf ein verlassenes, von der Pest heimgesuchtes Dorf, wo er auf einen fahrenden Spielmann trifft, der wegen seiner Körperfülle und Stärke Bär genannt wird. Bär beansprucht Crispin für sich, denn nach dem Gesetz kann jeder freie Mann sein Herr werden, wenn dieser seinem früheren Herrn unrechtmäßig davonläuft. Er erfährt von Crispins Bleikreuz und bemerkt die Schrift darauf. Obwohl Bär Crispin nicht sagt, was die Worte bedeuten, erkennt Crispin, dass das Kreuz und die Schriftzeichen wichtig sind. Bär ist anfangs grob zu Crispin, aber während ihrer folgenden gemeinsamen Reise entwickelt sich eine Freundschaft zwischen ihnen. Bär schlägt Crispin schließlich vor, sein Lehrling zu werden, dem Crispin freudig zustimmt. 
Die beiden geben sich als Vater-Sohn-Tänzer-Duo aus und reisen nach Great Wexly, die Hauptstadt von Lord Furnivals Ländereien, weil Bär dort wichtige Geschäfte zu erledigen hat. Als sie in der Stadt ankommen, erwarten sie mehrere Schwierigkeiten: Lord Furnival ist gestorben und John Aycliffe und seine Schergen sind ebenfalls dort angekommen. An den Toren wurden außerdem zusätzliche Wachen postiert, die den Zutritt kontrollieren. Bär und Crispin hecken einen Plan aus, wie sie durch die Tore tanzen und dadurch von den Wachen ungehindert in die Stadt gelangen können. Bär und Crispin übernachten im Gasthaus zum Grünen Mann, das der Witwe Daventry gehört, einer Freundin von Bär. In ihrem Zimmer gibt es hinter der Wand ein geheimes Versteck, in das sie sich notfalls begeben können. 
Bär trifft sich mit John Ball, dem Leiter einer Bruderschaft, der auch Bär angehört. Doch Soldaten stürmen ihren geheimen Treffpunkt und nehmen Bär, dem es gelingt, alle anderen zu retten, gefangen. John Aycliffes Soldaten waren eigentlich auf der Suche nach Crispin, der sich versteckt hält. Dieser entdeckt in der Zwischenzeit, dass die Schrift auf dem Kreuz besagt, dass er der uneheliche Sohn von Lord Furnival ist. Crispin bittet die Bruderschaft um Unterstützung bei der Suche nach Bär, doch diese weigert sich, ihm zu helfen. Daraufhin nimmt Crispin es selbst in die Hand, in Furnivals Palast einzudringen und Bär zu finden. 
Crispin findet einen Dolch in einem der Gänge und versteckt ihn unter seinem Mantel. Er geht in einen großen Raum und sieht ein Bild von Lord Furnival, der ihm sehr ähnlich sieht. Als er auf Aycliffe trifft, drückt Crispin ihn zu Boden und setzt ihm den Dolch an den Hals. Aber anstatt ihn zu töten, lässt er ihn einen Eid schwören, dass Crispin und Bär Great Wexly unbeschadet verlassen können. Im Gegenzug erhält Aycliffe dafür Crispins Bleikreuz. Crispin wird zu Bär geführt, der im Keller des Palastes festgehalten und gefoltert wird. Obwohl er geschwächt ist, gelingt es ihm, den Palast aus eigener Kraft zu verlassen. Aycliffe und eine Gruppe von Soldaten eskortieren sie zu den Stadttoren, wo der Gutsvogt seinen Schwur bricht und die Soldaten auffordert, Crispin zu töten. Es kommt zu einem Kampf zwischen Aycliffe und Bär. Der Spielmann gewinnt schließlich die Oberhand, sodass Aycliffe sein Schwert und seinen Dolch fallen lässt. Als Bär den Gutsvogt in die Reihe der Soldaten schleudert, wird Aycliffe von den Schwertern seiner Soldaten aufgespießt und stirbt. Crispin hinterlässt das Bleikreuz auf Aycliffes blutender Brust und er und Bär verlassen unbehelligt von den Soldaten die Stadt. 
Außerhalb des Tores ernennt Bär den Jungen zum ‚vollen Mitglied der Zunft der freien Männer‘. Dadurch fühlt sich dieser zum ersten Mal in seinem Leben frei von allen Verpflichtungen und ist überglücklich. Singend und spielend setzen die beiden ihre gemeinsame Reise fort.

## Rezeption
Clare Rhoden schreibt in ihrer Buchrezension: „Avi (so wurde der Autor von seiner Zwillingsschwester genannt) kann sich in sein Publikum hineinversetzen. Crispin ist sein 50. Buch. Avis junge Helden suchen nach Halt und Bestätigung auf ihrem Weg durch ihre historische, fantastische oder moderne Welt. Crispin sehnt sich auf seiner einsamen Reise nach jemandem, dem er vertrauen und den er lieben kann – und trifft auf Bär.“ Anita L. Burkam schreibt im Horn Book Magazine: „Von Crispins anfänglicher religiöser Abhängigkeit und seiner Unfähigkeit, anderen in die Augen zu sehen, bis hin zu seiner letztendlichen Entscheidung für seinen eigenen Weg und seine Freiheit wird das Thema der Selbstbestimmung mit Leichtigkeit transportiert und verleiht diesem schnellen, leicht verdaulichen Thriller genau die richtige Menge an Gewicht.“ Cheri Estes befindet im School Library Journal: „Avi hat es hervorragend verstanden, Hintergrund- und Geschichtsinformationen zu integrieren, das Tempo der Handlung so zu gestalten, dass das Buch von Anfang bis Ende spannend ist, und Charaktere zu schaffen, für die der Leser großes Mitgefühl empfindet. Das Ergebnis ist eine sorgfältig ausgearbeitete Geschichte voller Abenteuer, Geheimnisse und Action.“

## Auszeichnungen
Der Roman wurde 2003 mit einer Newbery Medal ausgezeichnet.

## Referenzen
Crispin – Ein Leben vogelfrei ist in dem literarischen Nachschlagewerk 1001 Kinder- und Jugendbücher – Lies uns, bevor Du erwachsen bist! für die Altersstufe 12+ Jahre enthalten.

## Ausgaben
- Crispin – the Cross of Lead. Hyperion Books for children, New York 2002 (englisch).
- Crispin – Ein Leben vogelfrei. Carlsen, Hamburg 2004.